# ウィリアム・クレイトン (初代サンドン男爵)

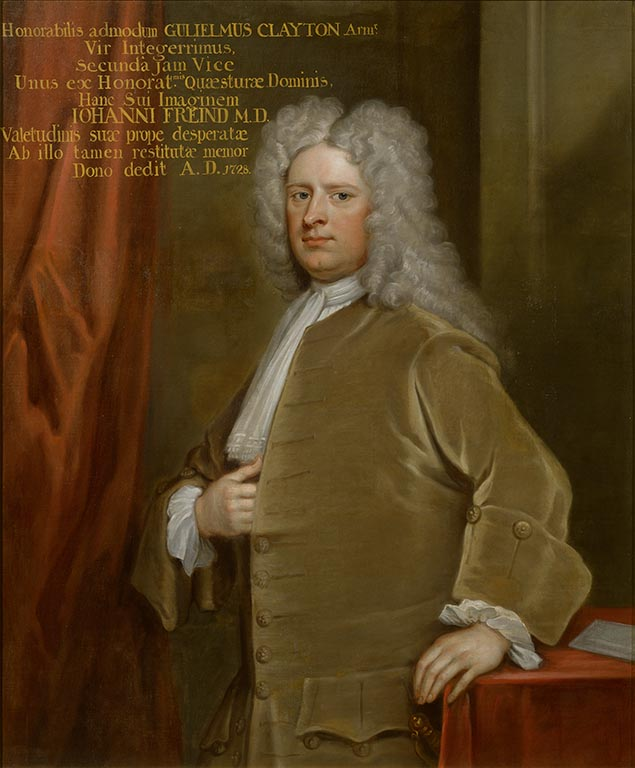
1728年の肖像画

初代サンドン男爵ウィリアム・クレイトン（英語: William Clayton, 1st Baron Sundon、1671年11月9日洗礼 – 1752年4月29日）は、グレートブリテン王国の政治家、アイルランド貴族。庶民院議員（在任：1716年7月 – 1741年12月、1742年5月 – 1752年4月）を通算で35年間務めた。

## 生涯
ウィリアム・クレイトン（William Clayton）とアン・ハスク（Anne Huske、ジョン・ハスクの娘）の息子として生まれ、1671年11月9日に洗礼を受けた。
アン女王の治世（1702年 – 1714年）にシャーロット・ダイブ（1679年ごろ – 1742年、ジョン・ダイブの娘）と結婚した。初代マールバラ公爵ジョン・チャーチルと親しく、1713年にマールバラ公爵がイングランドから出国したとき、領地管理を数人に任せたが、クレイトンもそのうちの1人だった。1714年にジョージ1世が即位して、ホイッグ党が政権を握ると、シャーロットはマールバラ公爵夫人サラの影響力により王太子妃キャロライン・オブ・アーンズバックの寝室女官（woman of the bedchamber）になり、1716年にはマールバラ公爵がウッドストック選挙区の1議席を確保してクレイトンを庶民院議員に押し上げた。同年にサンドンの領地を購入している。
1718年、マールバラ公爵の親族にあたる第一大蔵卿の第3代サンダーランド伯爵チャールズ・スペンサーにより下級大蔵卿（Lord of Treasury）に任命されたが、1720年に解任された。1722年イギリス総選挙ではウッドストック選挙区での再選に失敗したが、セント・オールバンズ選挙区で当選、1727年イギリス総選挙でウェストミンスター選挙区に鞍替えして再選した。同年、妻の宮廷における影響力により下級大蔵卿を再任した。1735年6月2日、アイルランド貴族であるロングフォード県におけるアルダーのサンドン男爵に叙された。
1741年イギリス総選挙において、ウェストミンスター選挙区の選管が野党候補の得票数の増え方をみて、恣意的に投票を終了させた上、正規軍を召喚して警備にあたらせ、与党候補のサンドン男爵とチャールズ・ウェージャーの当選を宣告した。これに対し、庶民院では正規軍の召喚が問題となって、1741年12月に選挙無効が宣告された。
1742年2月に首相ロバート・ウォルポールが失脚すると、サンドン男爵も下級大蔵卿を解任されたが、以降も政府から庶民院での議席（1742年から1747年まではプリンプトン・アール選挙区、1747年から1752年まではセント・モーズ選挙区）を与えられた。
1752年4月29日に死去、爵位は廃絶した。死後、サンドンの領地は兄弟ジョンの娘アン、エリザベス、フランシス、マーガレットが共同で継承したのち、1768年に2万6千ポンドでアーチボルド・ブキャナン（Archibald Buchanan、1772年ごろ没）に売却された。